# Fabio e Fiamma
Fabio e Fiamma è stato un programma radiofonico di Radio 2 condotto da Fiamma Satta e Fabio Visca in onda dal 2 ottobre 1995.
Sembrerebbe la classica rubrica de "La posta del cuore", ma, soprattutto nei primi anni (con il sottotitolo "La trave nell'occhio"), il programma era arricchito da sketch, poesie, bizzarre sitcom e perfino da sfide "all'ultima voce" tra Fabio e i più famosi doppiatori italiani, come Roberto Pedicini, Luca Ward e Roberto Chevalier. In onda alle prime ore del mattino, dal 2005 è stato spostato alle 11:30.
Dal 2006 è stato possibile scaricare le puntate in podcast.
L'ultima puntata è andata in onda il 1º gennaio 2010.